# Estudios de etnicidad y raza
Los estudios de etnicidad y raza conforman un estudio interdisciplinario cuya misión es investigar el significado, las teorías y la historia de la raza y la etnia con herramientas analíticas y enfoques desarrollados en una variedad de disciplinas académicas.
Las ideas sobre raza y etnicidad han sido centrales en muchos puntos de la historia mundial, con temas sobre orgullo étnico, limpieza étnica, diversidad multicultural o discriminación racial. Los estudios étnicos y raciales se comprometen al examen crítico de los problemas sociales históricos y contemporáneos a través de la lente de la raza y el origen étnico.